# Caimanera
Caimanera est une ville et une municipalité de Cuba dans la province de Guantánamo.

## Géographie

### Situation
La ville de Caimanera, dans le sud-est de l'île de Cuba et le sud-ouest de la province de Guantanamo, est située à 939 km sud-est de La Havane et 24 km sud de sa capitale de province Guantánamo.
La baie de Guantánamo, qui s'ouvre sur la mer des Caraïbes, est entièrement incluse dans la municipalité. Elle est précédée d'un chenal qui, comme la baie proprement dite, présente un contour très découpé avec plusieurs baies plus petites. Ce chenal est couvert dans sa totalité par la base navale américaine de la baie de Guantánamo, la plus ancienne base américaine 
La ville de Caimanera est au bord de la baie de Guantánamo, sur le côté ouest juste après la base navale.

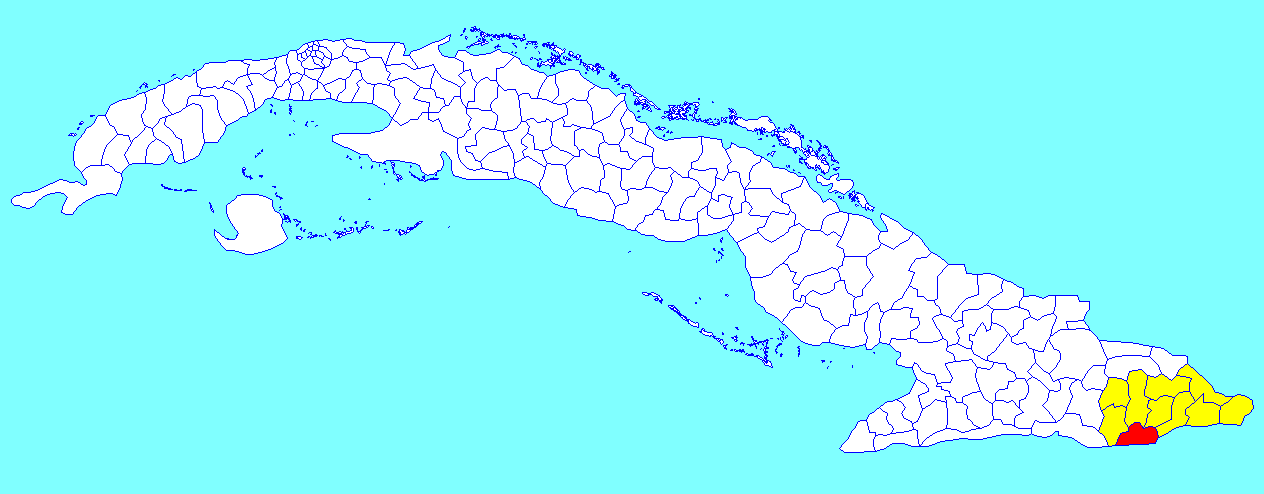
Municipalité de Caimanera dans la province de Guantánamo
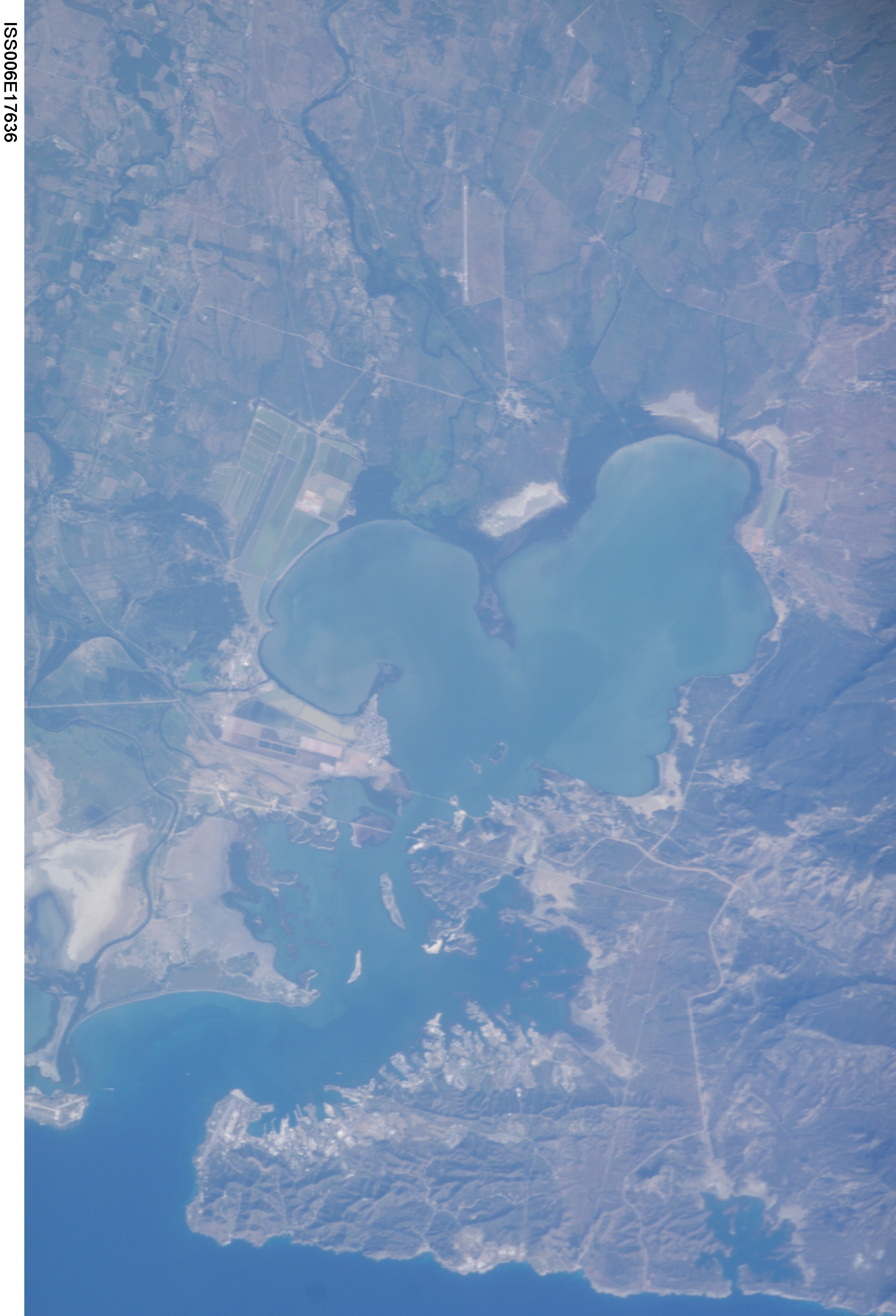
Baie de Guantánamo
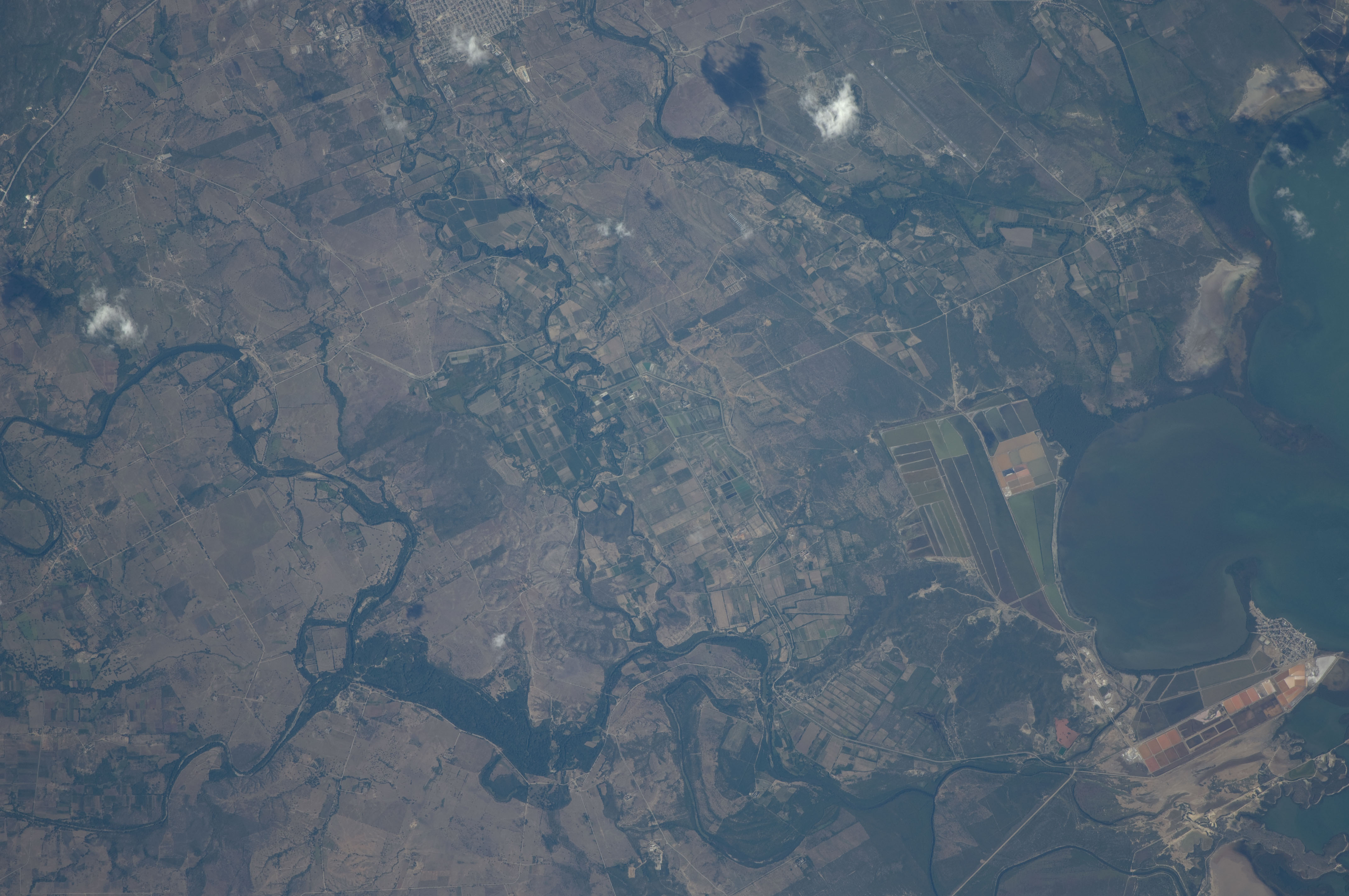
Caimanera, río Guantánamo (en) (bas) et río Guaso (en) (haut)

### Divisions administratives
La municipalité inclut trois consejos populares :
- Loma Norte
- Loma Sur
- Mártires de la Frontera

S'y trouvent aussi les petites villes de Glorieta (au fond de la baie) et Boquerón (en) (face à Caimanera, côté est de la baie).

## Population
En 2022 la population de la municipalité est estimée à 11 273 habitants. Pour une surface de 360,6 km2, la densité est de 31,26 habitants/km².

## Base navale américaine

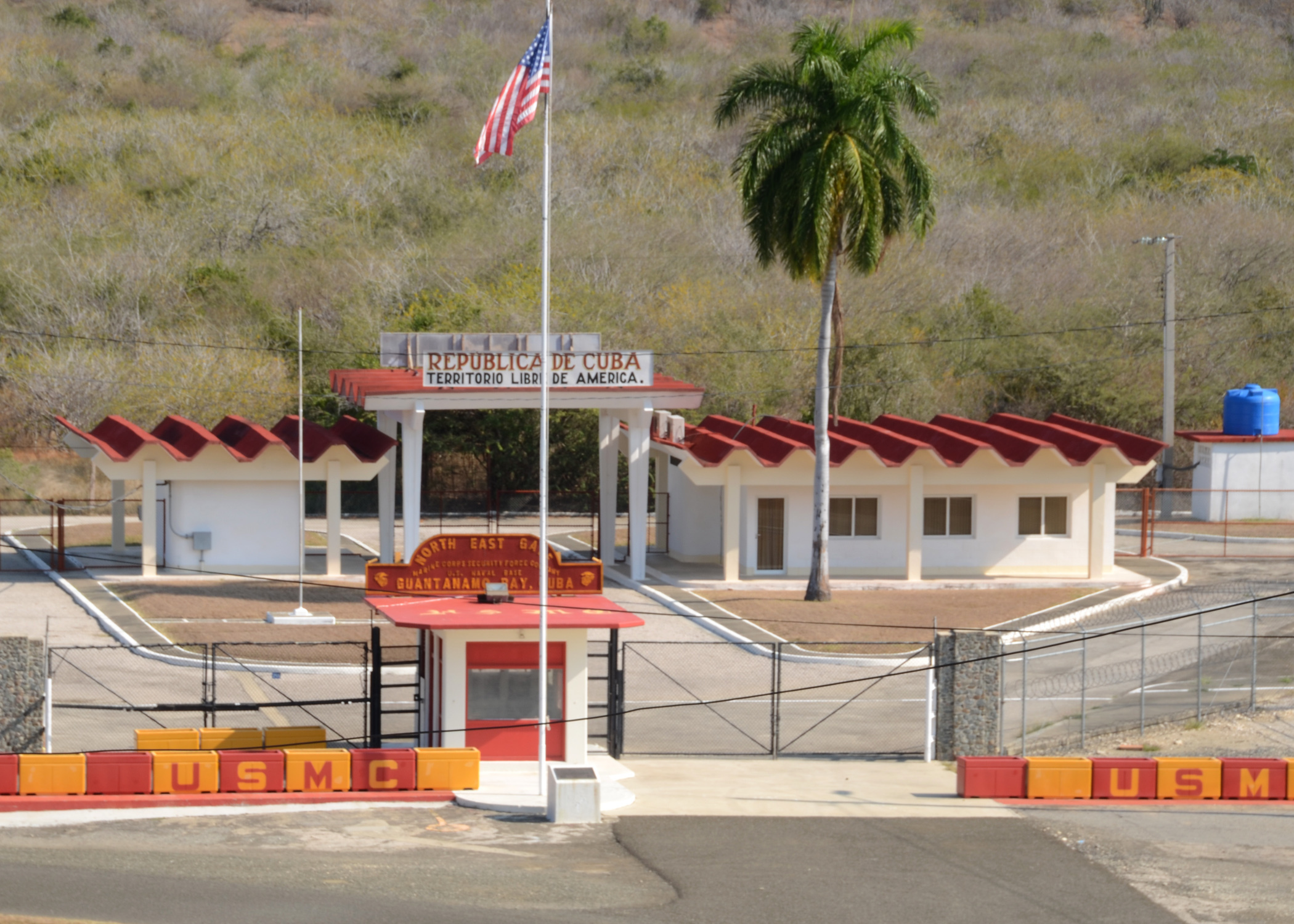
Poste de garde à la porte nord-est
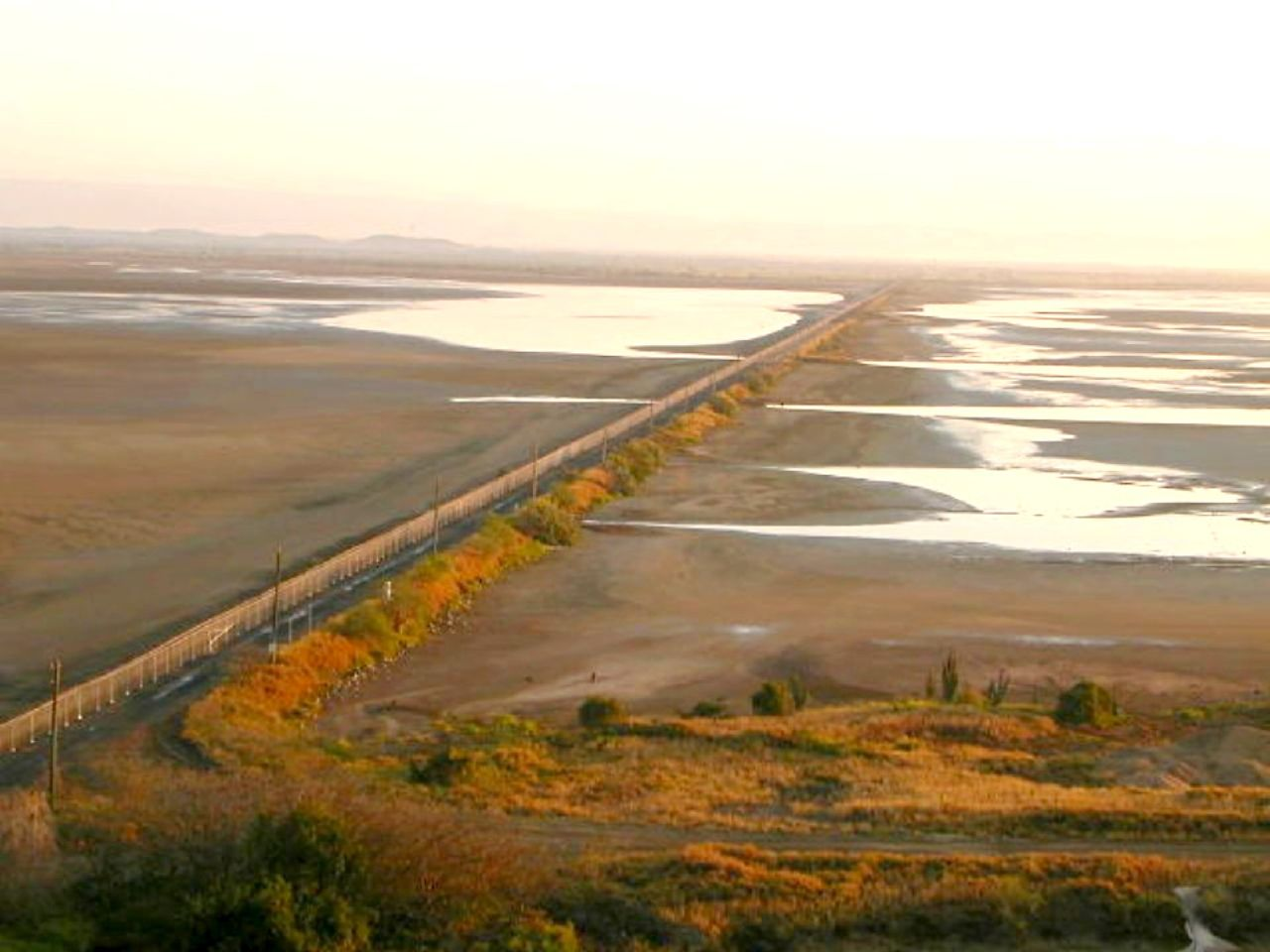
Clôture ouest (sol américain à droite, sol cubain à gauche)
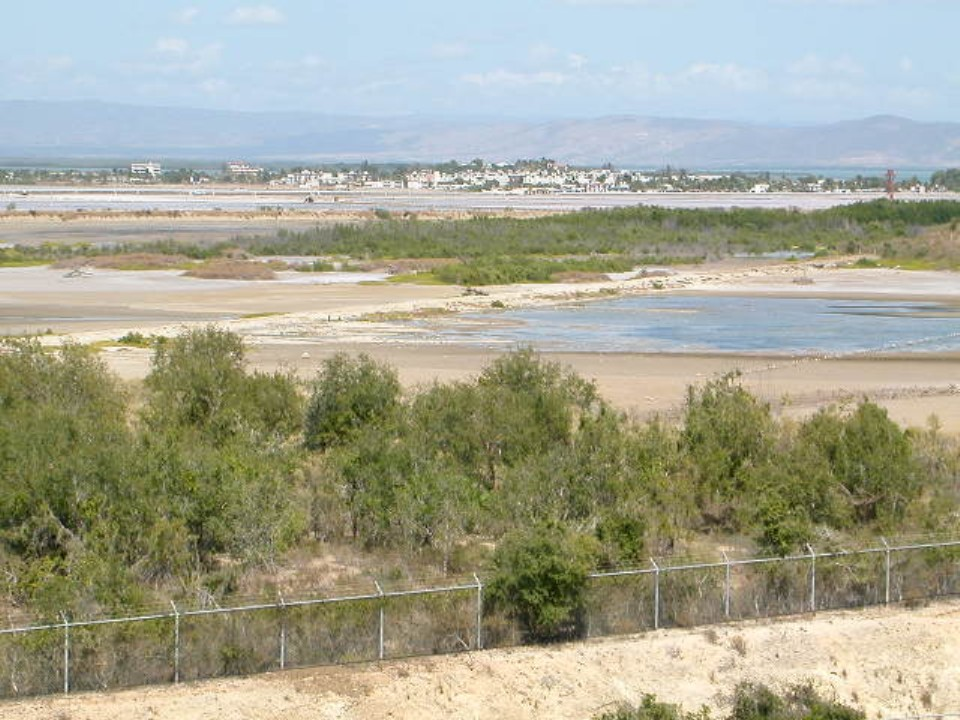
Clôture ouest. Salines sur le sol cubain